# Carl Watzelhan
Carl Watzelhan (* 3. Februar 1867 in Mainz, Großherzogtum Hessen; † September 1942 in Wiesbaden, Provinz Hessen-Nassau) war ein deutscher Porträt- und Landschaftsmaler.

## Leben

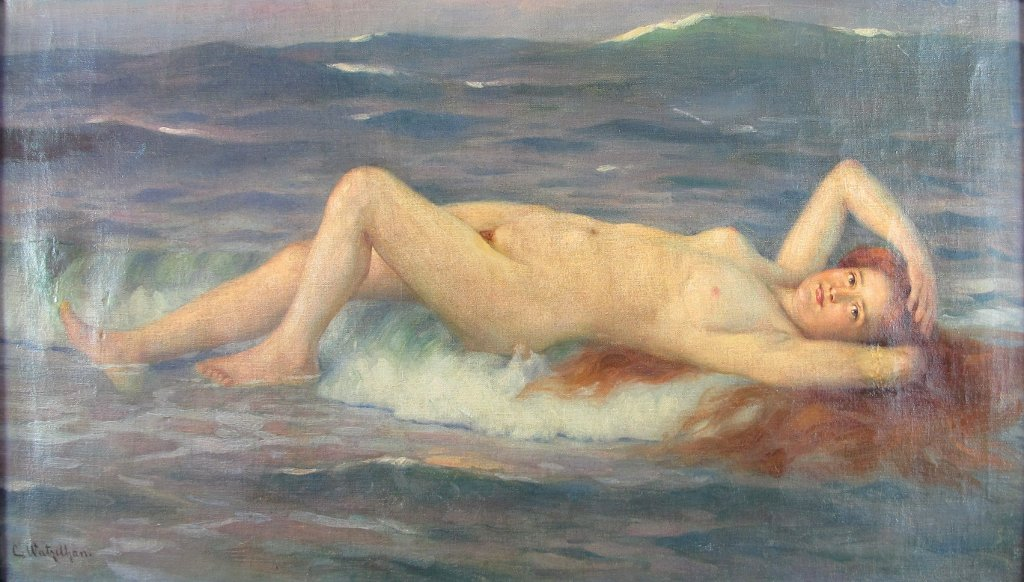
Liegender Akt am Strand

Watzelhan studierte Malerei an der Kunstakademie Düsseldorf. 1885 besuchte er die Vorklasse von Hugo Crola, 1885/1886 die Elementarklasse unter Heinrich Lauenstein sowie die Klassen für Ornamentik, Dekoration und Perspektive von Adolf Schill, 1886 bis 1888 schließlich die Antiken- und Naturklasse von Peter Janssen dem Älteren. Auch soll er in Düsseldorf Schüler von Eduard von Gebhardt gewesen sein, ehe er sich in Wiesbaden niederließ.